# Královské Poříčí
Královské Poříčí (německy Königswerth) je obec, nacházející se v okrese Sokolov, v Karlovarském kraji. Žije zde 766 obyvatel.
V roce 1995 bylo vyhlášeno vesnickou památkovou zónou.

## Název
Název souvisí s řekou Ohří. Staroněmecký základ názvu obce wert má obdobný význam jako Poříčí (zem ležící u vody). Český název dostala obec v roce 1947 počeštěním německého názvu Königswerth.

## Historie
První písemná zmínka o obci pochází z roku 1240 v listině, kterou český Václav I. (1230–1253) uděluje řádu křižovníků s červenou hvězdou, založeném v Praze jeho sestrou Anežkou, patronátní právo ke kostelu v Sedlci a filiálním kostelům v Lokti a Královském Poříčí. I když se tato listina ztratila, vycházel z ní křižovnický kněz August Leopold Stöhr při psaní své knihy o karlovarských pamětihodnostech, vydané v roce 1810. Rovněž při rekonstrukci kostela svaté Kunhuty probíhající na počátku devadesátých let 20. století byly objeveny románské prvky jednoznačně potvrzující stáří kostela Svaté Kunhuty, odpovídající počátkům 13. století.
Ves vlastnili nejdříve Nothaftové. Ti ji prodali rytíři Mikuláši Wiklerovi, příslušníkovi nižší šlechty. Sokolovské panství rodu Winklerů skončilo v roce 1366 ve správě královských komorních statků. V královské držbě zůstalo do roku 1435, kdy je císař Zikmund daroval za zásluhy bratrům Kašparovi a Matyášovi Šlikům. Šlikům náleželo Královské Poříčí v letech 1435–1621. Po pobělohorských konfiskacích koupili roku 1622 Královské Poříčí v rámci sokolovského panství Nosticové.
V době závěrečné fáze třicetileté války vznikl roku 1641 urbář sokolovského panství, který vypovídá o Královském Poříčí. Urbář eviduje ve vsi 25 poddanských domácností. V urbáři z roku 1795 jsou uvedeny v Královském Poříčí usedlosti devatenácti sedláků, pěti chalupníků a pěti domkářů. Dále byla v obci obecní kovárna, obecní pastouška a škola.
Po zániku loketského kraje v roce 1850 a  vytvoření nového systému státní a soudní správy byla obec začleněna do soudního okresu Sokolov. I po odsunu německých obyvatel roku 1946 zůstala ve vsi celá řada Němců, kteří byli specialisté v různých průmyslových odvětvích. Díky nim se mnohé hrázděné domy uchovaly déle, než tomu bylo v jiných lokalitách.

## Obyvatelstvo
Až do poloviny 17. století se obyvatelé vsi živili především zemědělstvím a pastevectvím, ale poté byl život pod vlivem okolní těžby železné rudy a od poloviny 18. století těžby uhlí, která nakonec převládla.
Při sčítání lidu v roce 1921 zde žilo 1 464 obyvatel, z nichž bylo 103 Čechoslováků, 1 331 Němců a 30 cizinců. K římskokatolické církvi se hlásilo 1 380 obyvatel, 82 k evangelické církvi, jeden k církvi československé a jeden byl bez vyznání.
| Rok            | 1869 | 1880 | 1890 | 1900  | 1910  | 1921  | 1930  | 1950  | 1961  | 1970  | 1980 | 1991 | 2001 | 2011 |
| -------------- | ---- | ---- | ---- | ----- | ----- | ----- | ----- | ----- | ----- | ----- | ---- | ---- | ---- | ---- |
| Počet obyvatel | 351  | 384  | 860  | 1 111 | 1 284 | 1 464 | 1 446 | 1 309 | 1 333 | 1 062 | 981  | 633  | 710  | 887  |
| Počet domů     | 43   | 55   | 85   | 94    | 112   | 124   | 154   | 161   | 168   | 160   | 129  | 123  | 116  | 152  |

## Přírodní poměry
Obec se nachází v Sokolovské pánvi. Jižně od obce protéká řeka Ohře. Do katastrálního území obce vstupuje na říčním kilometru 201,2 a  území opouští na říčním kilometru 197,5. Nadmořská výška řeky je okolo 396 m a tím je obec nejníže položenou obcí okresu Sokolov. Za obcí řeka vstupuje do hluboce zařízlého údolí. Středem obce protéká Pstružný potok. Původně protékal obcemi Alberovem a Jehličnou, které v důsledku těžby uhlí zanikly. Směrem na východ je území kopcovité s rozsáhlými lesy na svazích Vřesoviště (480 m n. m.). Sever a západ od obce zaujímá povrchový lom Lom Jiří, který nyní (2016) těží i důlní pole bývalých hlubinných dolů Marie a Vilém.

## Hornictví

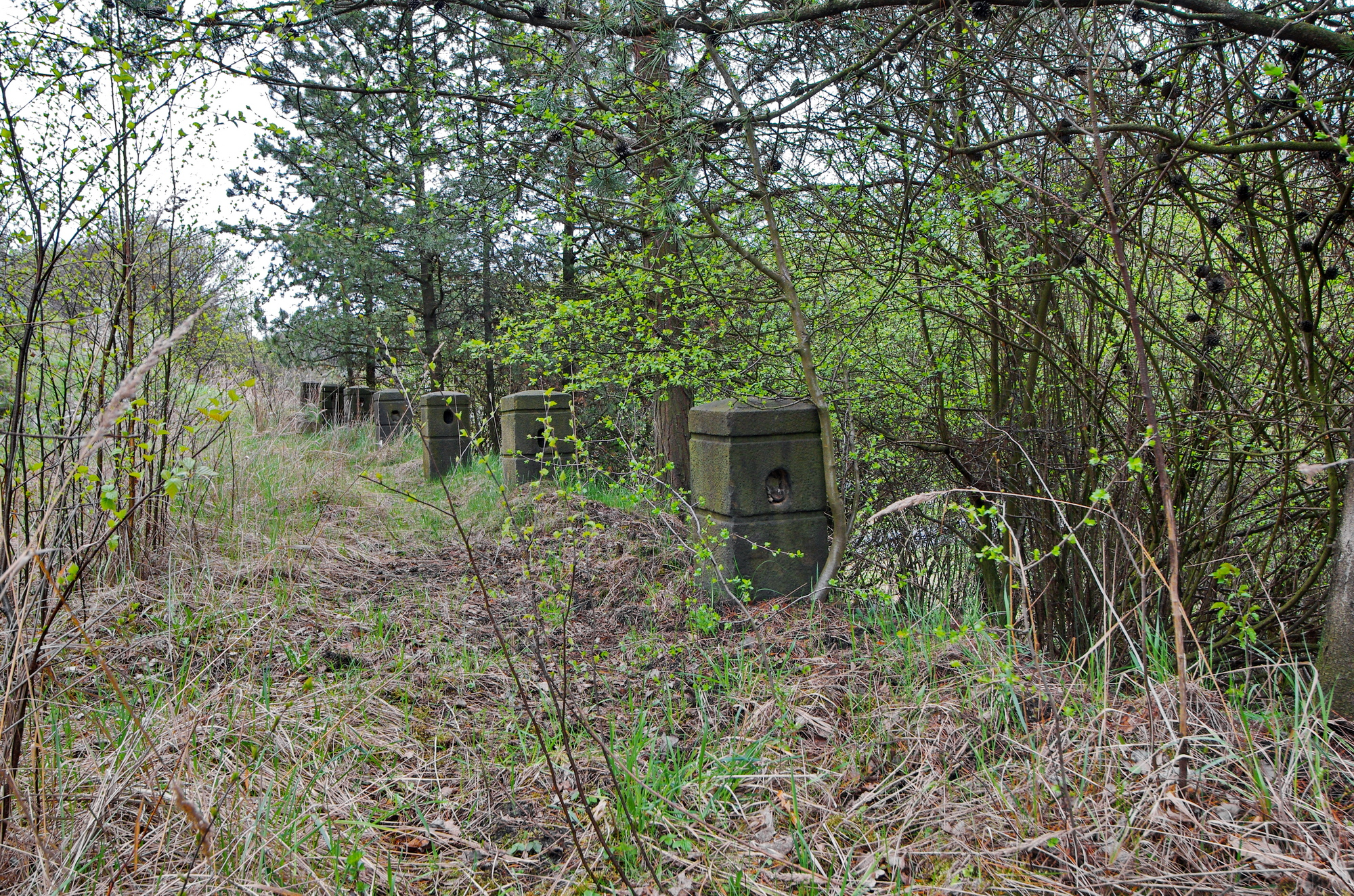
Pozůstatek Buštěhradské dráhy

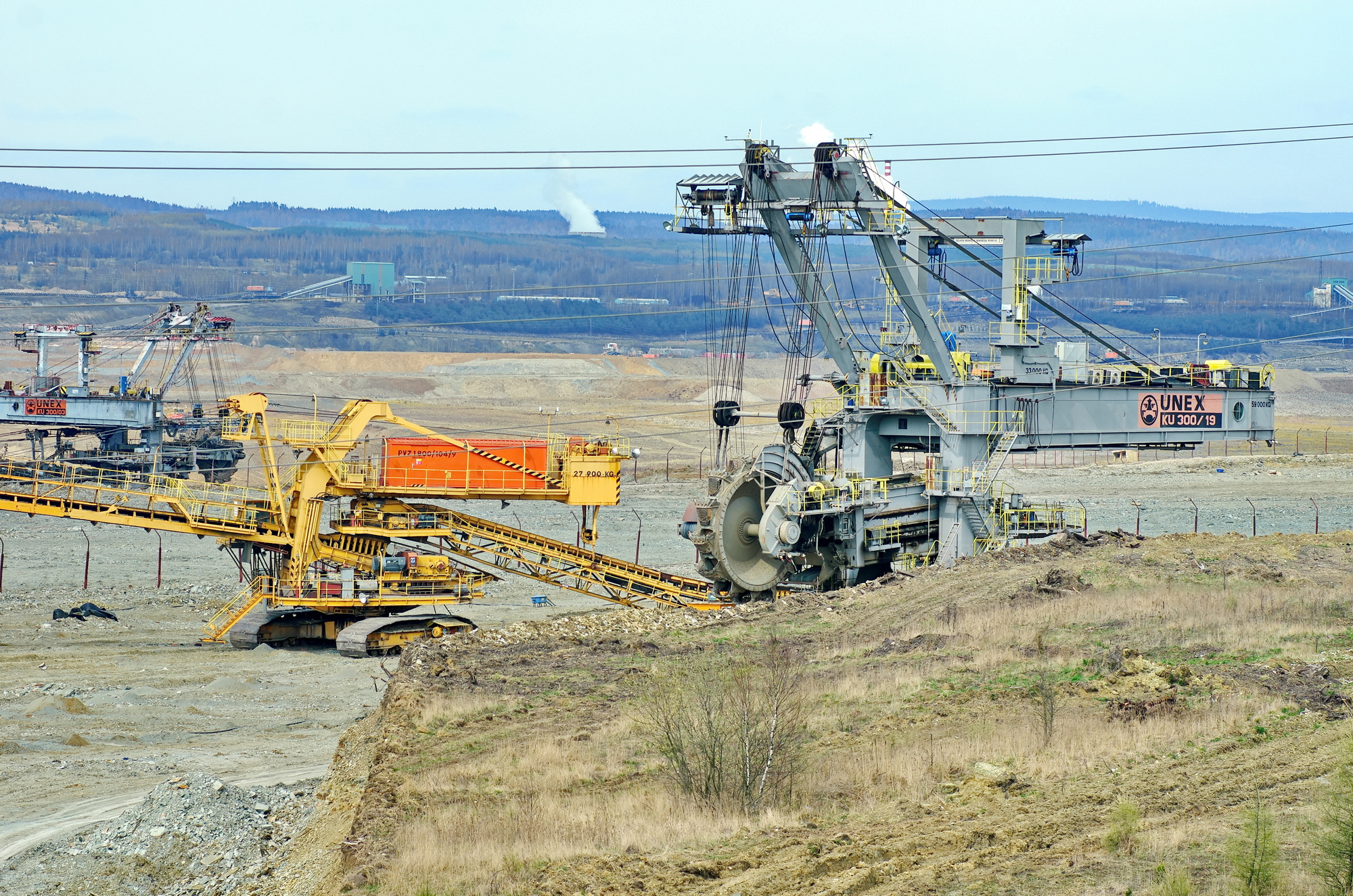
Těžba lomem Jiří u Královského Poříčí

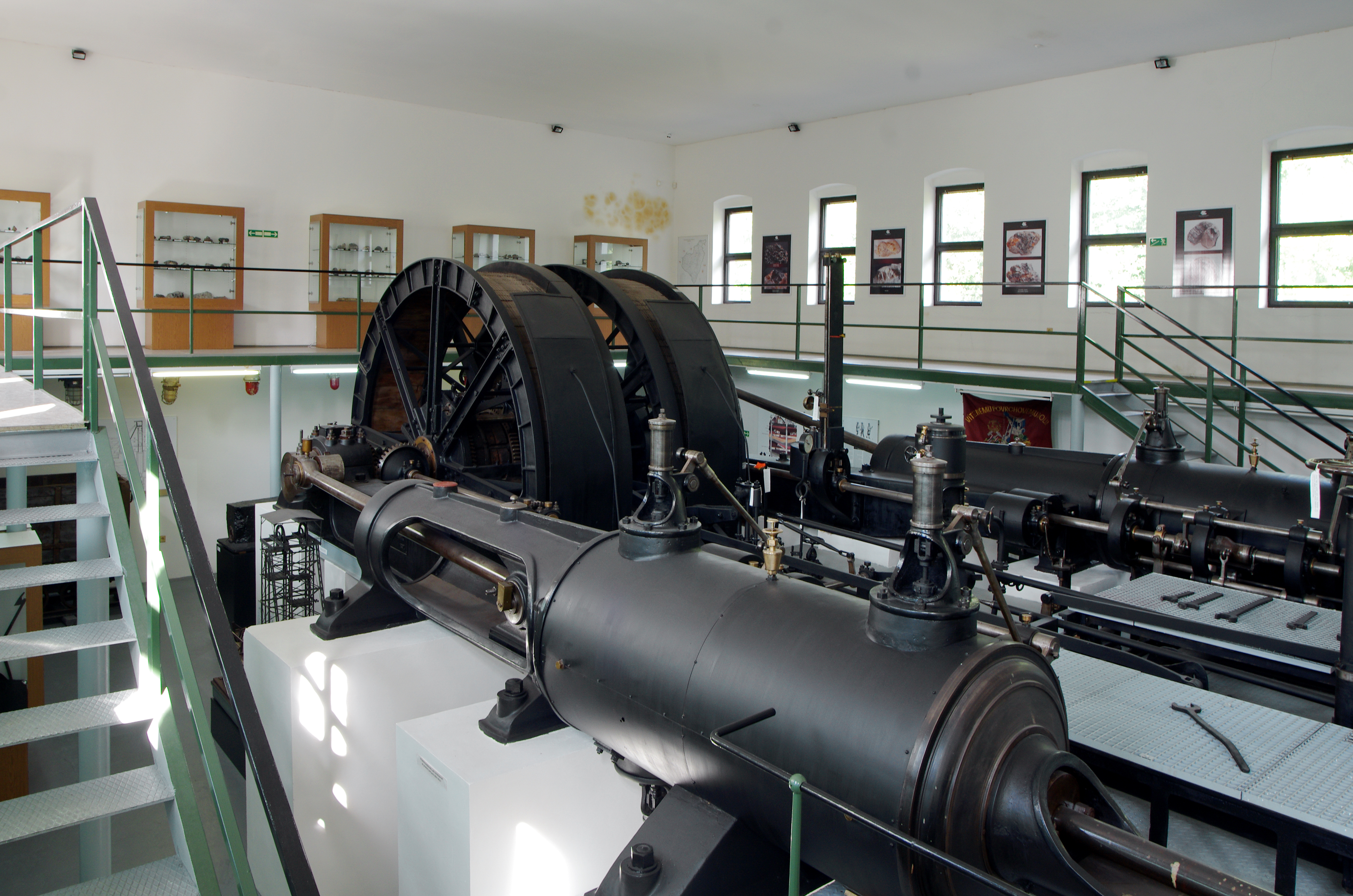
Parní těžní stroj z dolu Marie

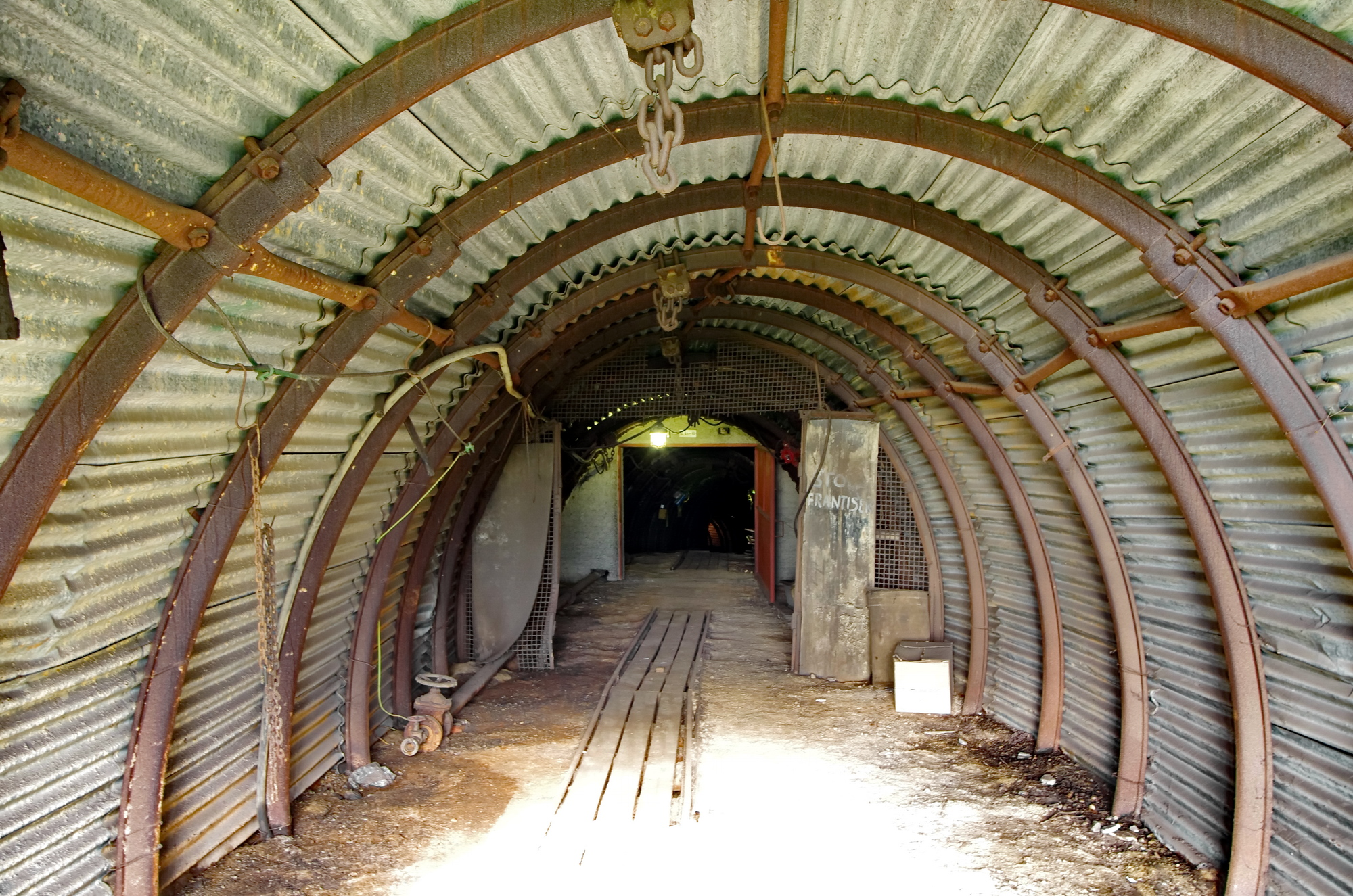
Štola František dolu Marie II

V obci se nacházelo několik kamenolomů. V 18. století se zde těžila železná ruda, jejíž těžba byla ukončena v roce 1809. Jiný zdroj ovšem uvádí, že těžba železných rud v  okolí Královského Poříčí byla ukončena až v druhé polovině 19.  století. V roce 1848 je v provozu uváděn jeden důl mezi Královským Poříčím a Jehličnou.
V Sokolovské horní knize (Falkenauer Buchwerk) je zápis z 25.  září 1760 , podle kterého se povoluje správci minerálních závodů Svaté Trojice Karlu Josefu Klugovi dobývání kovů, minerálů i kamenného uhlí ve Slepém příkopě u Královského Poříčí. O existenci uhlí se však vědělo mnohem dříve. Již Bohuslav Balbín v knize Miscellanea historica regni Bohemiae píše, že „loketský kraj má mnoho železných hutí a jiných podobných dílen, je bohatý na kamenné uhlí, ale nepoužívá se ho, protože je v okolí mnoho lesů“. Prvně zaznamenaný pokus nahradit palivové dřevo hnědým uhlím je doložen roku 1710 v minerálním závodě ve Starém Sedle. Z údajů starých horních knih tedy vyplývá, že s první těžbou uhlí na Sokolovsku se začalo v obcích Královské Poříčí, Staré Sedlo a Dolní Rychnov. Teprve na přelomu 18. a 19. století následovaly další obce.
Počátkem šedesátých let 19. století se utvořila první větší těžební společnost. Prvním hlubinným dolem byl důl Meluzína s šachtou hlubokou 26,5 m. Ten těžil uhelnou sloj Josef a byl uveden do provozu v roce 1867. Uhlí dobývané dolem Meluzína bylo bohaté na živice vhodné pro výrobu vosku. Anglický chemik James Page provedl v roce 1868 pokusy extrakce tohoto montánního vosku. Poté byla postavena v blízkosti dolu na levém břehu Pstružného potoka první továrna na výrobu parafinu v Čechách. Výsledky výroby však nebyly dobré a továrna byla po dvou letech uzavřena. Později dostal důl jméno Bernard po řediteli společnosti Britannia-Gewerkschaft Bernardu Seebohmovi. Rychlý rozvoj následoval po zahájení provozu na takzvané buštěhradské dráze, uvedené do provozu mezi Chebem a Karlovými Vary 19. září 1870. Severně od dolu Bernard byla v roce 1889 vyražena jáma Marie I, hluboká 99 m a v roce 1898 Marie II., hluboká 185 m.
Při hloubení šachty Marie II. došlo v roce 1898 k průvalu vody o teplotě 30,4 °C a vydatnost průvalových vod se zvyšovala. Stoupala i teplota vody a její mineralizace. K dalšímu průvalu důlních vod na dole Marie došlo v roce 1901. S tímto průvalem byl spojen dlouhodobý pokles vydatnosti pramenů v Karlových Varech. V říjnu téhož roku se průval náhle podstatně zvýšil. Čerpadla nestačila zvládat zvýšené přítoky a voda vystoupala zhruba o 100 m výše. Když v roce 1903 došlo k poklesu vydatnosti Vřídla, podniklo město Karlovy Vary důrazné kroky. Komise pro ochranu pramenů, v níž byli přední odborníci, prokázala spojitost poklesu vydatnosti karlovarských pramenů s těžbou dolu Marie. Teprve po provedených opatřeních došlo k vzestupu vydatnosti pramenů.
V roce 1910 se otevřel důl Vilém. Cílem těžby byly sloje Josef a Antonín. Kvůli častým průvalům teplých důlních vod byly ale práce na sloji Josef záhy zastaveny a to až do roku 1901. Pro zpracování méně hodnotných mourů byla u dolu vybudována v roce 1908 malá elektrárna, která zásobovala elektřinou i okolní obce. V období první světové války se dostaly doly pod zvláštní dozor vykonávaný vrchním horním komisařem, přednostou báňského úřadu. Tento dozor byl zrušen až po ukončení války 12.  února 1919. V severní části dolového pole Marie byla v roce 1919 vyražena ještě jedna jáma o hloubce přibližně 120 m. Ta sloužila nejprve jako větrací šachta, která byla přebudována na důl nazvaný Jindřich. Důl Jindřich se stal posledním dolem společnosti Britannia, vybudovaným v Královském Poříčí. V roce 1921 zaměstnávala společnost Britannia 804 horníků, 28 dozorců a 42 úředníků. Po uzavření dolu Bernard v roce 1922 se soustředila těžba do dolu Marie s jámami I. a II.
V roce 1949 dochází k přejmenování na důl Marie Majerové. V šedesátých letech 20. století byla vyražena spojovací chodba na nevyužívanou třídírnu uhlí bývalého dolu Jiří. Po vytěžení ložiska hlubinným způsobem došlo v roce 1991 k definitivnímu uzavření. Historicky cenný areál, odrážející předválečnou podobu hornické architektury, byl během devadesátých let 20. století zcela srovnán se zemí. Podařilo se zachránit pouze oba unikátní, parou poháněné těžní stroje z dílen Českomoravských strojíren (Böhmisch-Mährische Maschinen Fabrik). Ty pracovaly na jamách Marie I a Marie II. Mladší těžní stroj vyrobený v roce 1897 je od roku 1994 umístěn v hlavní budově hornického muzea u bývalého cínového dolu Vilém v Krásně, starší těžní stoj z roku 1889 je umístěn v depozitáři muzea v Banské Štiavnici.
Po ukončení hlubinné těžby hnědého uhlí v Královském Poříčí se zbytkové zásoby po těžbě dobývací metodou komorování na zával těží povrchově lomem Jiří. Od roku 1991 byl důl Marie udržován z důvodu čerpání vod a ochrany lázeňských pramenů. V roce 2015 se nahradilo čerpání vody soustavou čerpacích vrtů. Dne 30. října 2017 ukončila společnost Sokolovská uhelná čerpání a tím se uzavřela celá historie hlubinného dobývání hnědého uhlí na Sokolovsku.

## Lidová architektura

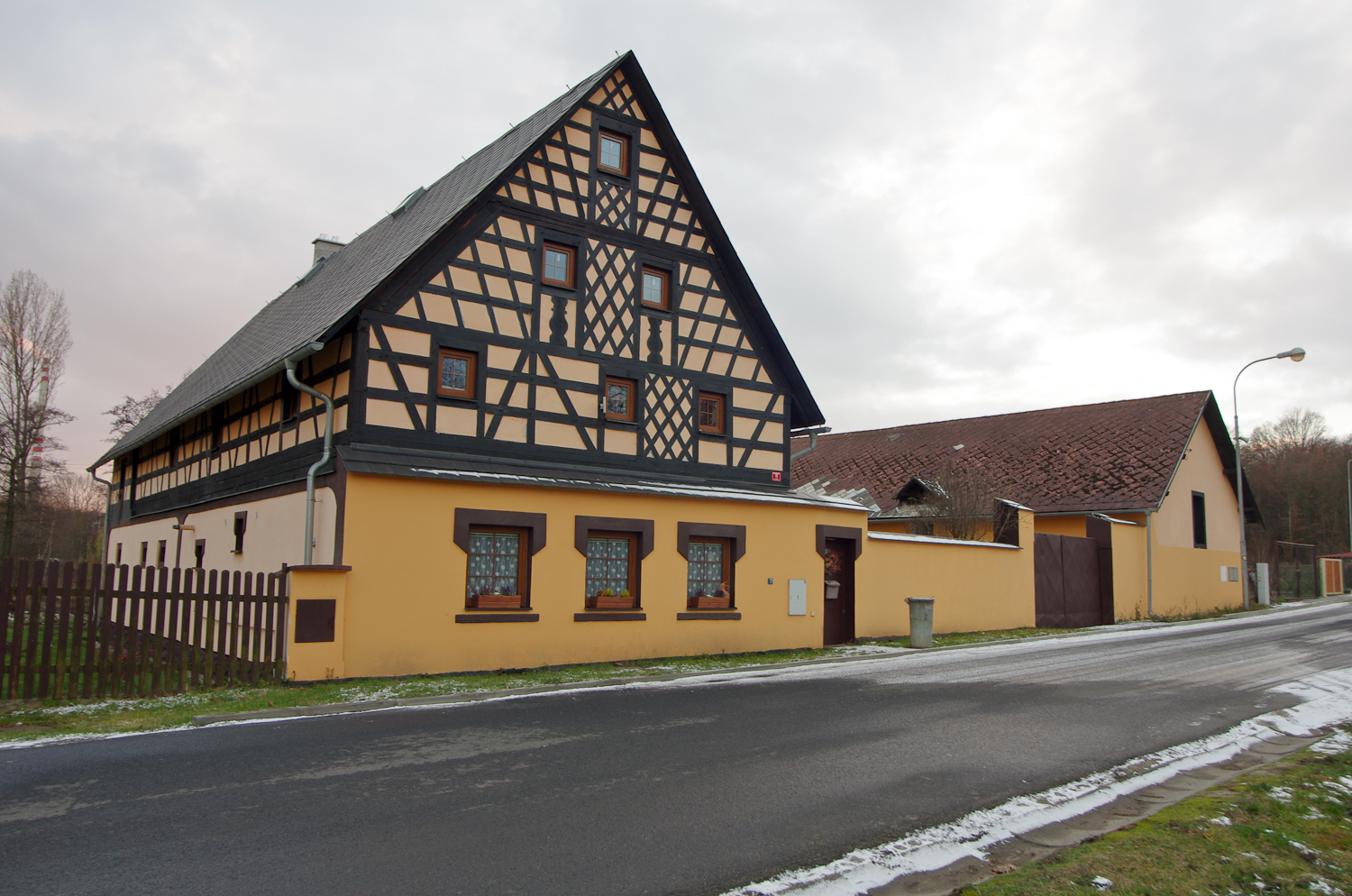
Stavení – Dlouhá 32

V Královském Poříčí se dochovalo několik domů ovlivněných chebským stavebním stylem. Jsou převážně soustředěny v jihozápadní části obce. Nápadnou lidovou stavbou ve vsi je dům čp. 11 z roku 1835. Dům má zděné přízemí s jednoduchou výzdobou. Patro se štítem je v celém rozsahu hrázděné, nasazené na trámovém věnci a pavlačí v zadní části. Štítové průčelí je výrazně členěné, s typickým šikmým šachováním, které je i na bočních stěnách. Obdobný charakter má i sousední dům čp. 32, pocházející údajně z roku 1804. Na druhotně přezděné přízemí je nasazeno hrázděné patro s roubeným věncem a zaslepenou pavlačí v zadní části. I u tohoto domu má hrázděná konstrukce patra a štítu charakteristické šikmé šachování. Dům čp. 7 ve stejné ulici má druhotně přezděné přízemí, patro je v celém rozsahu hrázděné, stejně jako štít. Konstrukce hrázdění se však liší od chebských vzorů. Trámová kostra je jednodušší, chybí typické dekorativní prvky. Za domem stojí ještě hospodářské stavení s hrázděnou komorou v patře a pilířová stodola. U několika dalších stavení, např. u domů čp. 10 a 31 se dochovala hrázděná jádra, většinou však překrytá novodobými úpravami. U domu čp. 2 se dochovalo hospodářské stavení s hrázděným patrem opatřeným pavlačí, u čp. 10 část hrázděné kolny s roubeným věncem.
Na severovýchodní straně návsi převažují velké zděné patrové domy, převážně z druhé poloviny 19. a počátku 20. století. Tradiční řešení si zachovaly i další domy, ovšem již nově zmodernizované. U několika usedlostí se dochovaly původní velké stodoly.

## Hornická architektura

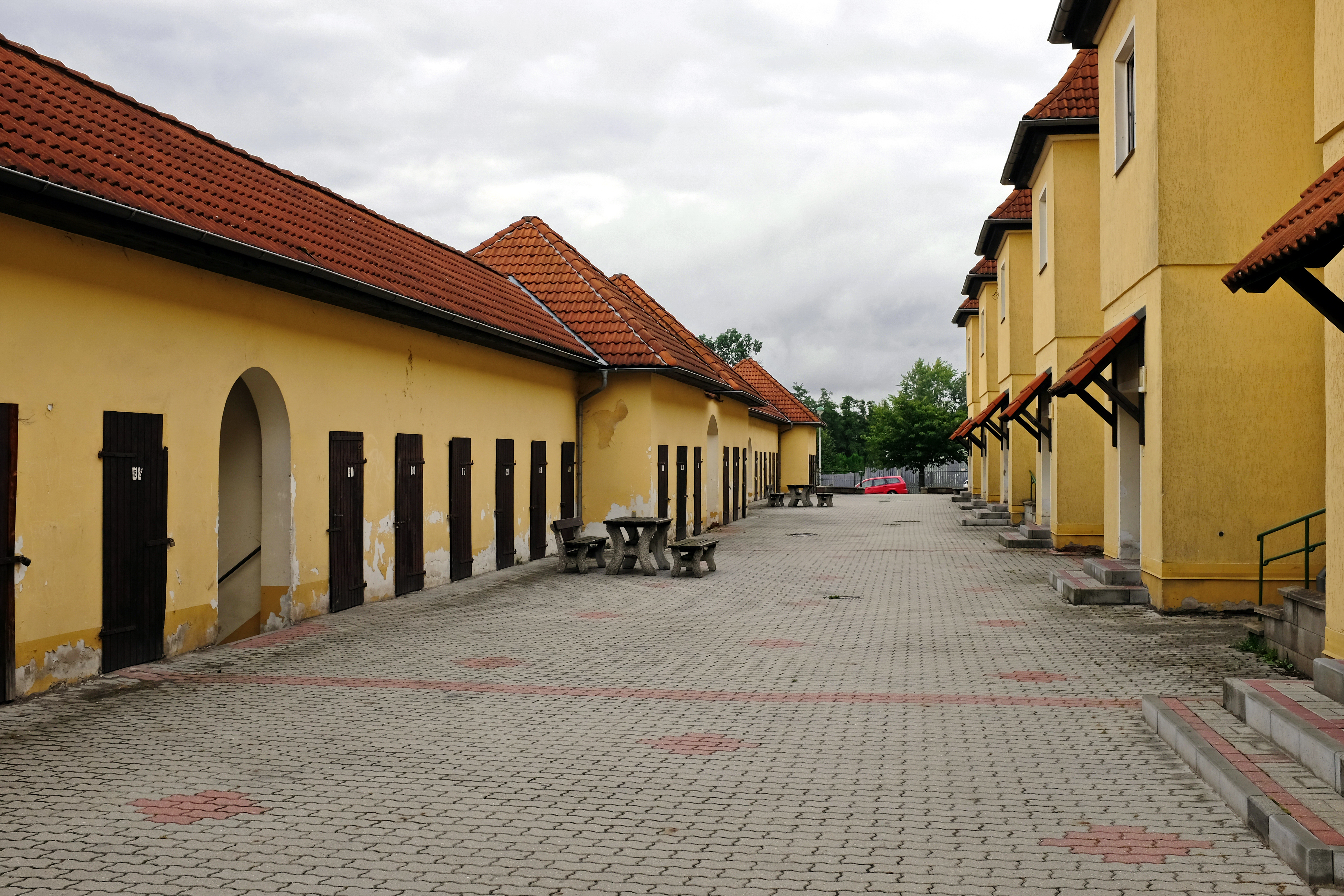
Bývalá hornická kolonie

V průběhu 19. století a v 1. polovině 20. století došlo v souvislosti s rozvojem těžby uhlí v obci k výstavbě nových objektů svébytné architektury. V jižní historické části obce byl nedostatek stavebních parcel. Vhodné pozemky získala těžební společnosti Britannia na severním okraji obce při cestě do Jehličné v místě nazývaném Gänshut. V průběhu osmdesátých let 19. století a na počátku 20. století bylo nedaleko dolů Bernard a Marie postaveno 89 domů s 254 byty a malé lázně pro zaměstnance dolů. Kromě bytů byla založena škola dívčích ručních prací a v roce 1890 podniková mateřská školka pro 90 dětí. Společnost Britannia rovněž iniciovala výstavbu nové školy ve spodní části obce, dokončené v roce 1886. Celé této nové části obce vévodí Seebohmova vila, tzv. zámeček. Na počátku padesátých let 20. století byla zahájena výstavba 60 bytových jednotek a areálu hornického učiliště, které bylo v roce 1955 přeměněno na učiliště stavební.

## Pamětihodnosti
- Kostel svaté Kunhuty na návsi ze 13. století
- Uhelný důl Marie Majerová, parní těžní stroj (v současné době se nachází v muzeu hornictví v Krásně)
- Smírčí kříž
- Statek Bernard – centrum tradičních řemesel, která si návštěvníci mohou vyzkoušet.
- Seebohmova vila – zámeček – sídlo obecního úřadu
- Pomník obětem první světové války

## Doprava

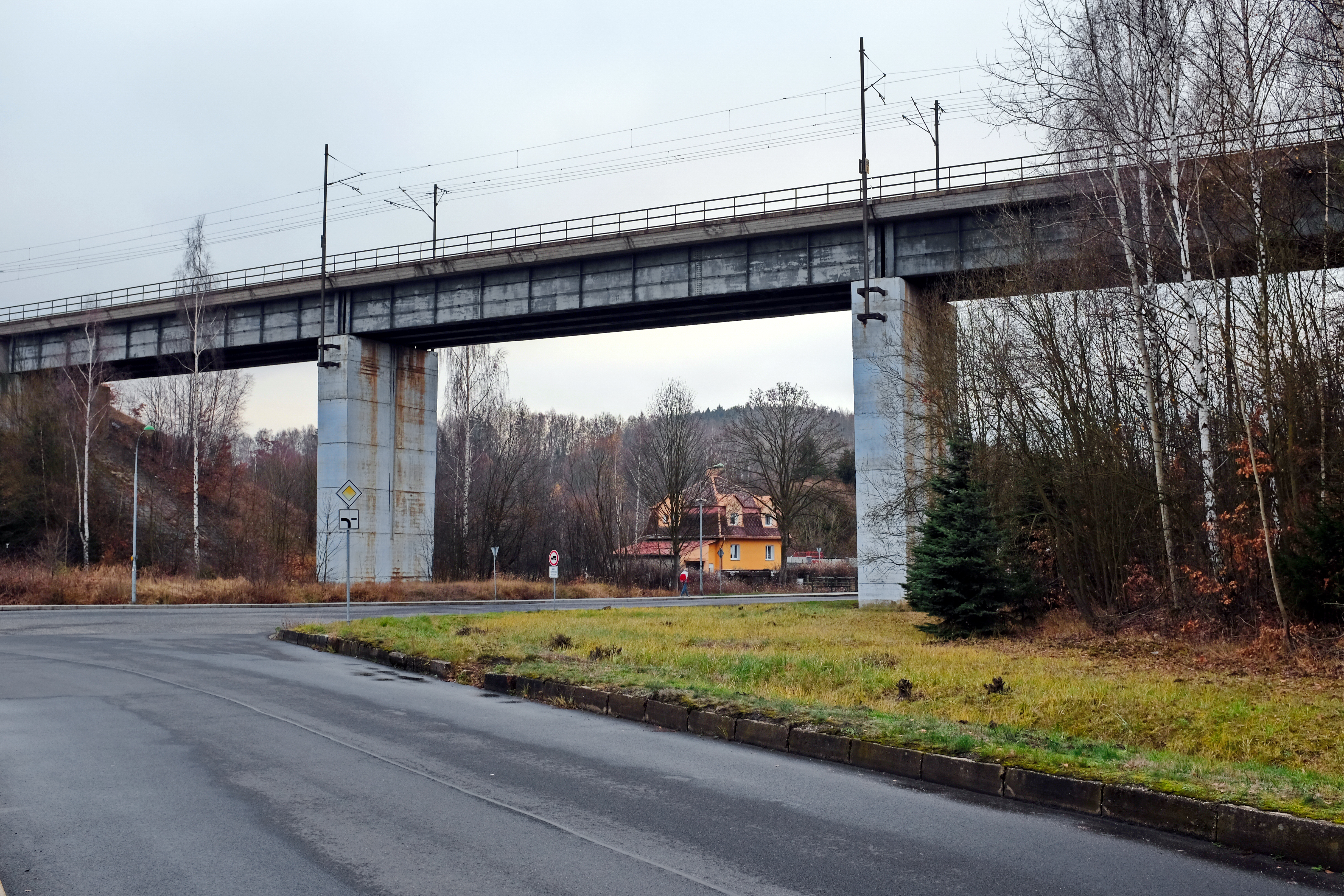
Železniční trať – viadukt

### Silnice
Kolem obce prochází silnice II/181 spojující Sokolov a Nové Sedlo.

### Železnice
V obci je jedna zastávka a prochází zde železniční trať Chomutov–Cheb. Původně obcházela železniční trať, úsek Buštěhradské dráhy vybudovaný roku 1870, zástavbu Královského Poříčí a původní železniční zastávka byla ve vesnici Jehličná, zaniklé v důsledku postupující těžby uhlí. V hlubinném dole Marie Majerová, nacházejícím se při severním okraji obce, vázala původní trať téměř 50 tisíc tun vytěžitelných zásob uhlí. Zároveň trať blokovala těžební postup povrchových lomů Družba a Jiří. Ve druhé polovině 20. století došlo proto k přeložce původní trati. Projekt byl vyskladněn v roce 1974 a po několikaleté výstavbě byla nová trať uvedena do provozu dne 1.5.1980 za v tehdejší době gigantickou částku 1,171 miliardy korun. Stavba si vyžádala několik demolic a negativně ovlivnila vzhled obce. Došlo k rozdělení obce na dvě části. Středem obce vede vysoký val s vlastní tratí a dvěma viadukty. Při východním okraji obce směrem na Nové Sedlo vede trať hlubokým kaňonem ve skalním masivu. Levnější a výhodnější variantu, vybudování železniční přeložky v tunelu, nebylo možné realizovat v důsledku nedostatečných tunelářských kapacit, tehdy vázaných na výstavbě pražského metra. Otevření přeloženého úseku trati proběhlo 29.5.1980. Zvětrávání příkrých svahů obnaženého skalního masívu způsobuje správci tratě vysoké náklady na stabilizaci svahů kaňonu.

## Části obce
- Královské Poříčí
- Jehličná

## Fotogalerie

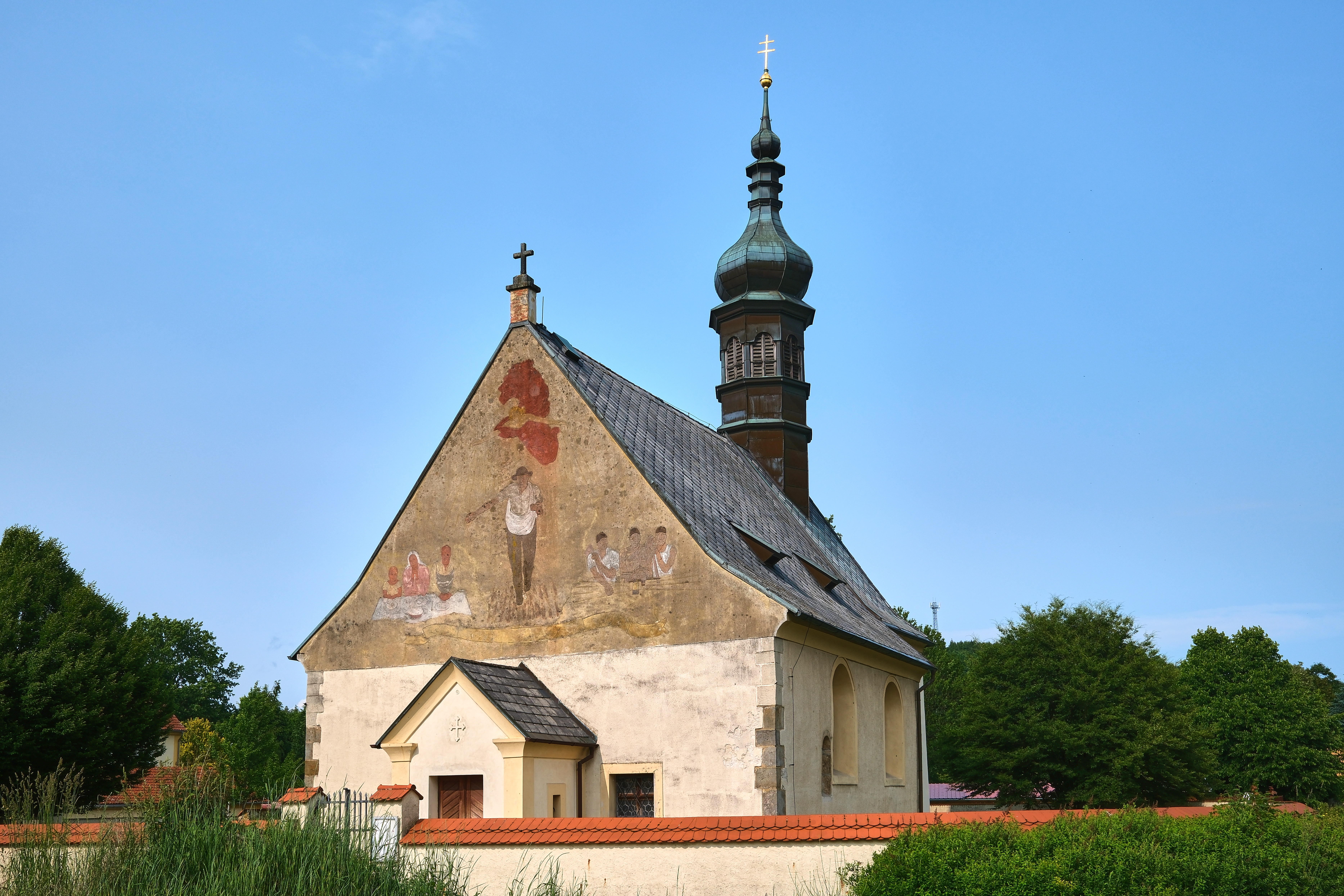
kostel svaté Kunhuty
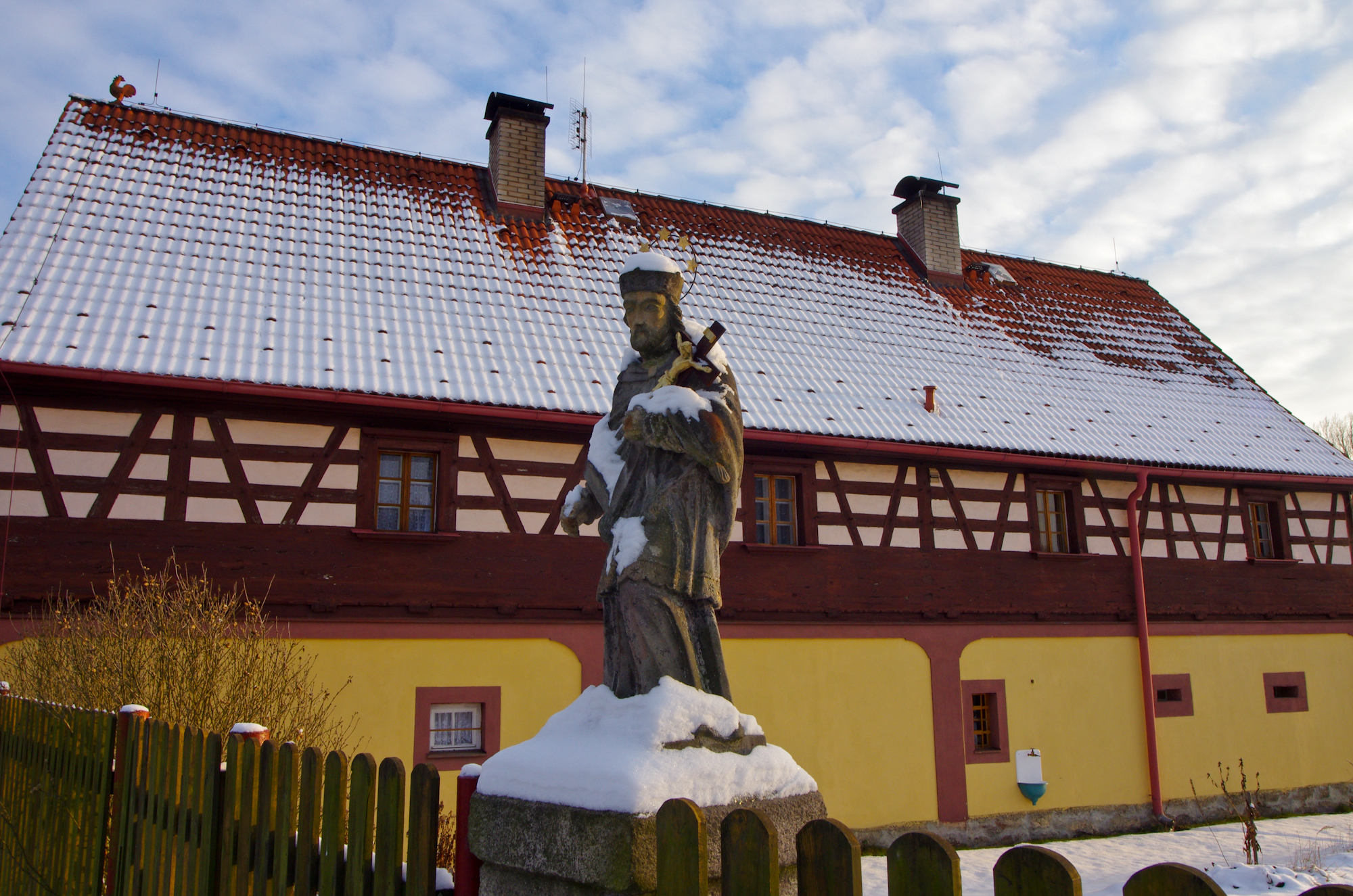
stavení – Dlouhá 11
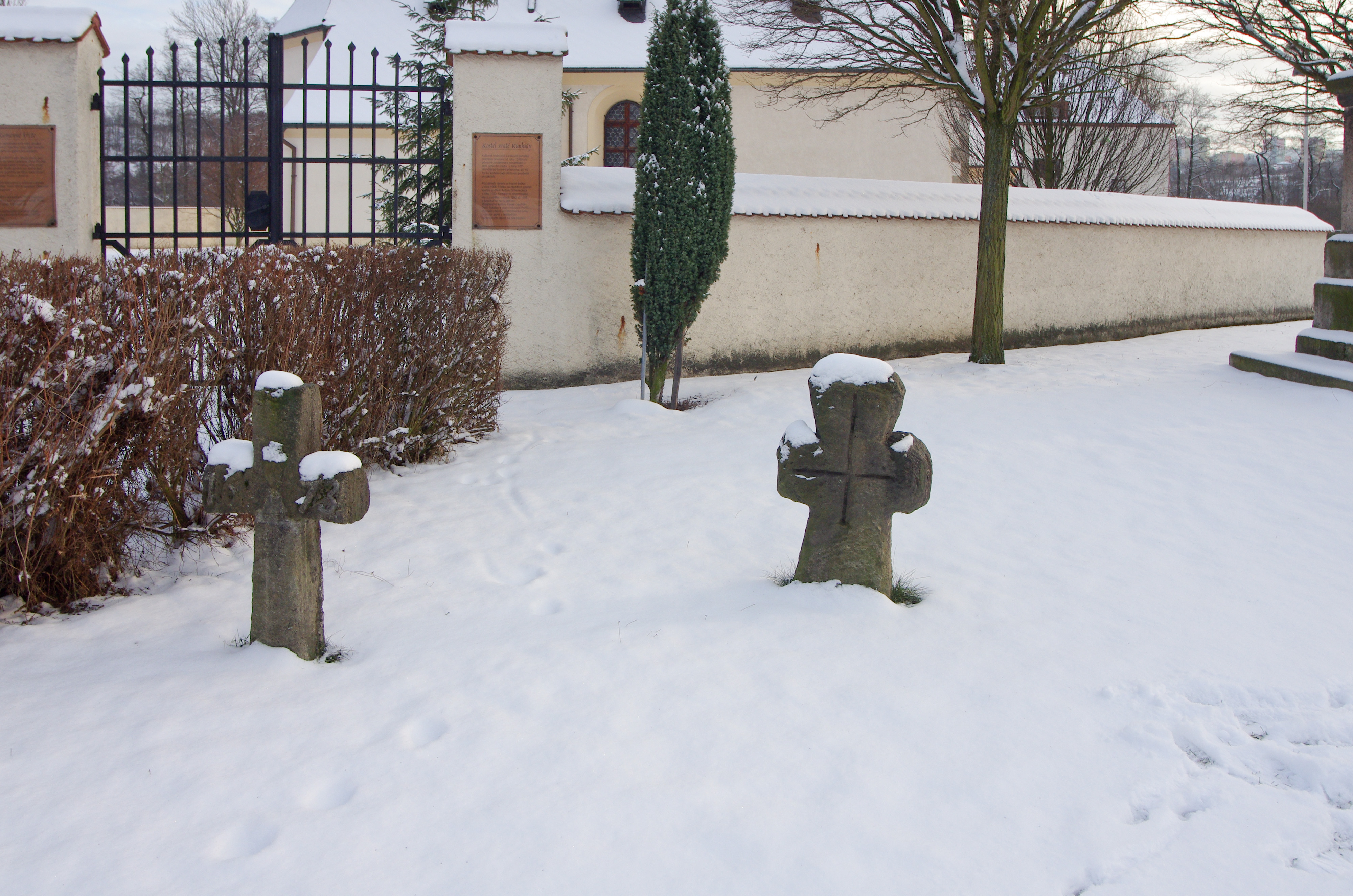
smírčí kříže u kostela
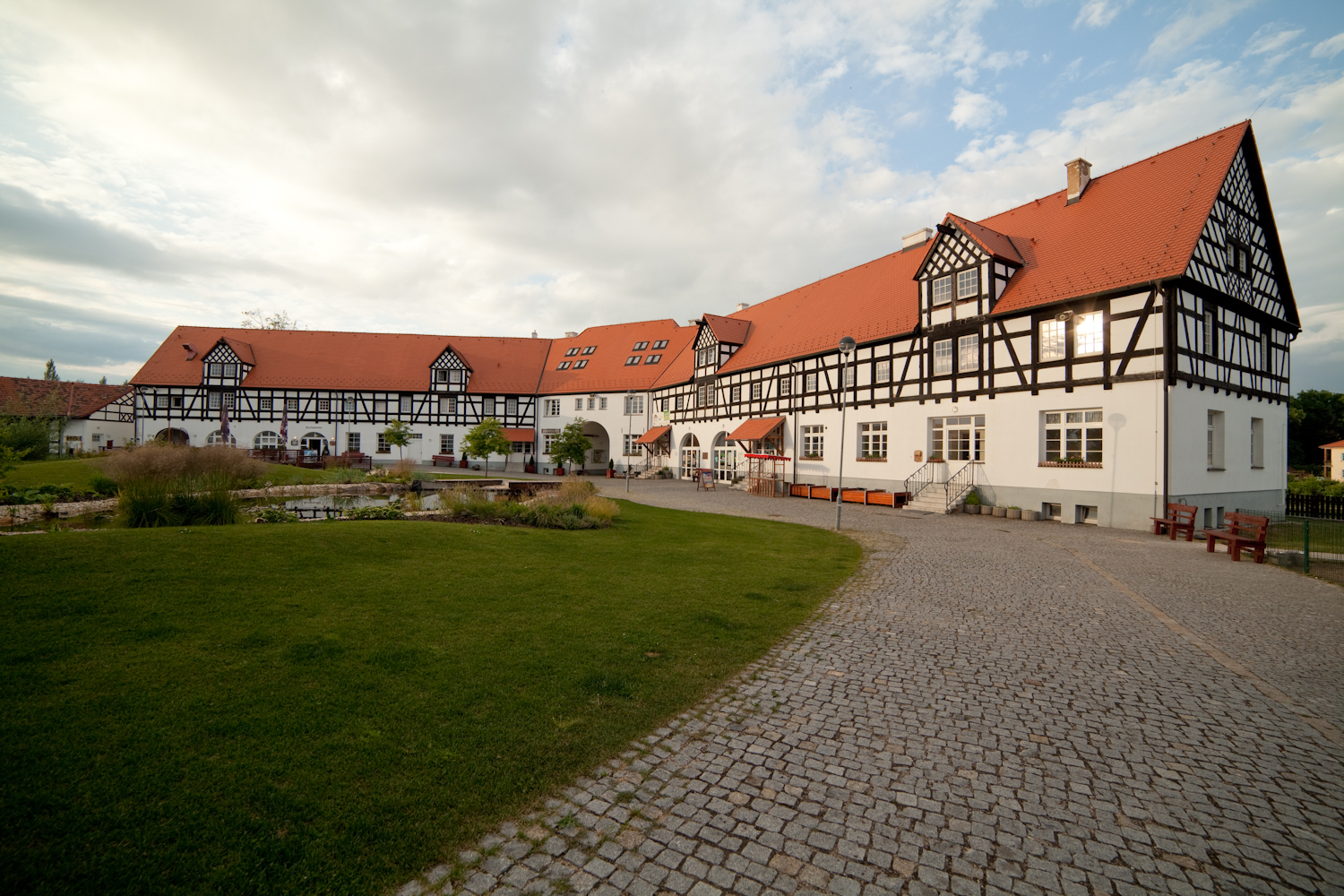
statek Bernard
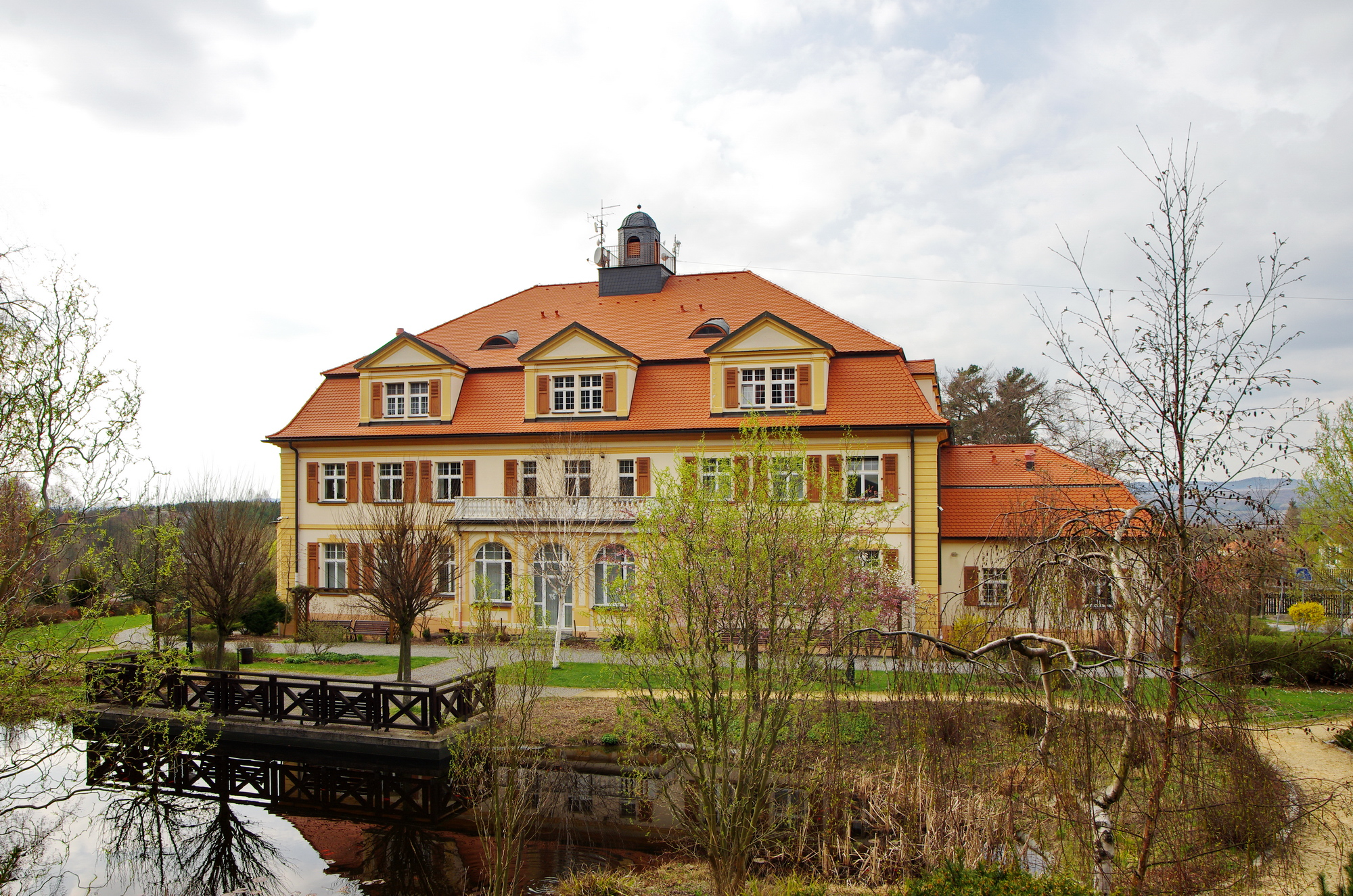
Seebohmova vila
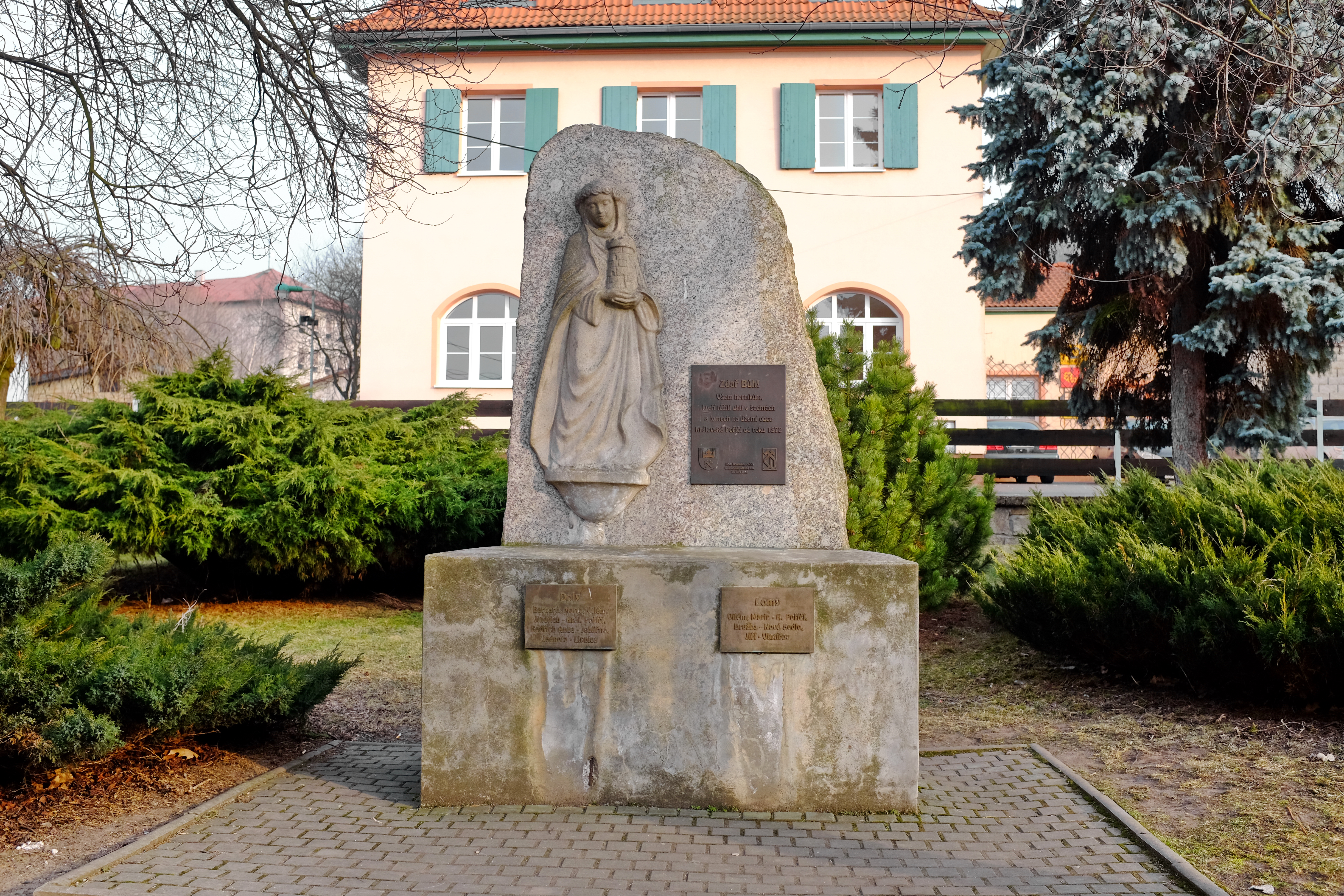
Pomník svaté Barbory
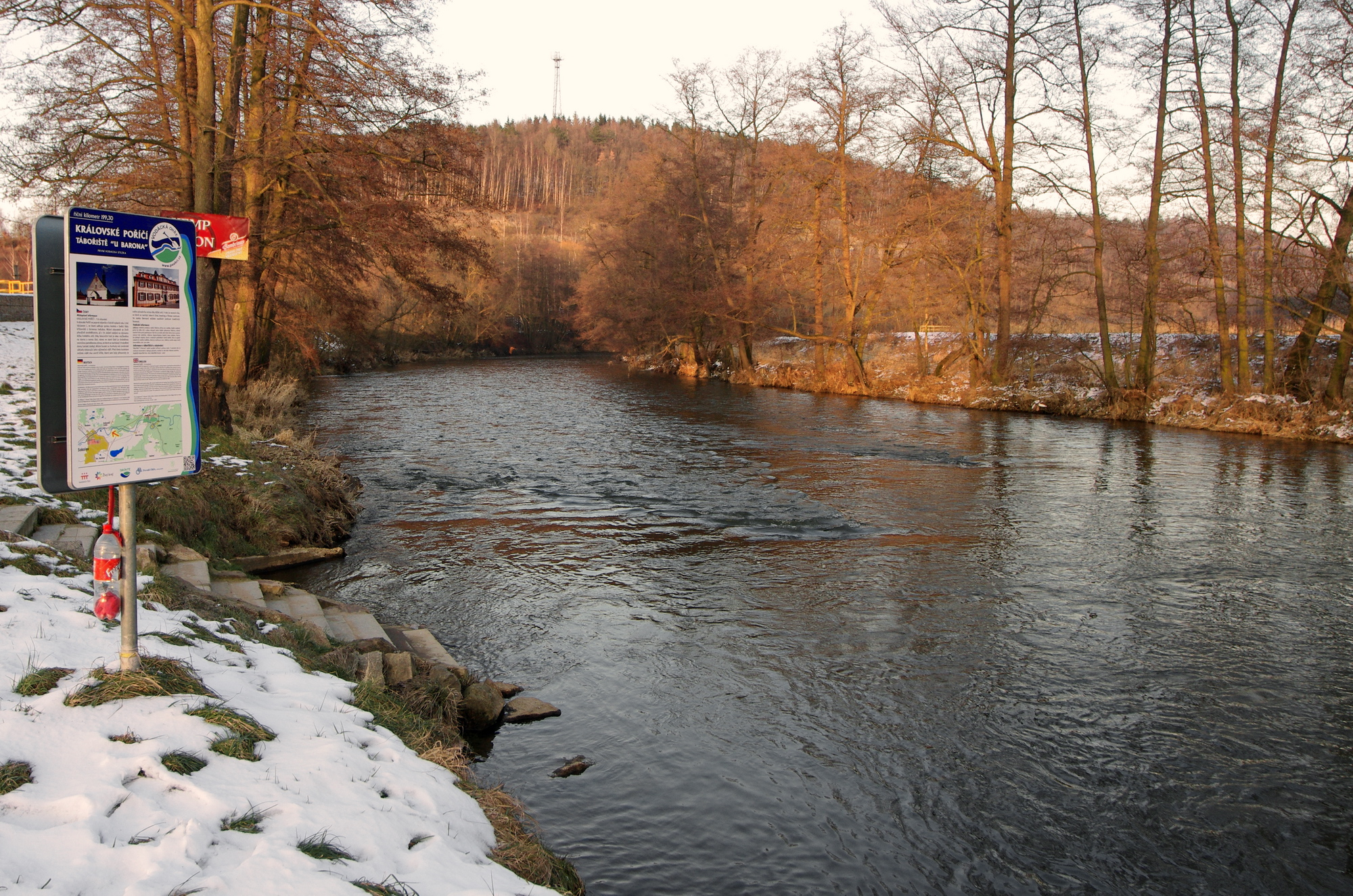
Ohře v Královském Poříčí